# Antechinus
Genre

## Description
Les Antechinus ont une longueur totale allant de 8 à 12 cm, un poids de 16 à 170 g. Ils ont un pelage court, variant du gris au noir en passant par le brun selon les espèces. Ils ont de longues moustaches, de grandes oreilles et un museau pointu leur donnant un aspect de musaraigne. Les mâles sont sensiblement plus grands que les femelles.

## Comportement
Les « Antechinus » ont une stratégie de reproduction très incongrue car rarissime chez les vertébrés. Les mâles sont sémelpares et cessent en effet de s'alimenter au printemps. Ils passent tout leur temps à la recherche d'une partenaire et à des affrontements mortels entre mâles. Durant ces duels les prétendants sont soumis à un tel stress qu'il commencent à perdre leurs poils, leur rythme cardiaque s'emballe, et ils finissent par mourir. Cette spécificité est envisagée comme une adaptation qui permettrait de laisser plus de ressources à leur future descendance.
Durant la saison des amours, qui dure trois semaines, les Antechinus mâles réduisent leur temps de sommeil de 15 %, certains spécimens allant jusqu'à le réduire de moitié. Ce temps d'éveil supplémentaire est alloué à combattre des rivaux et trouver des femelles, afin de maximiser les chances d'obtenir une descendance pour l'individu. La réduction de sommeil chez les mâles provient d'une pression de sélection, qui pourrait être modulée par une augmentation de la testostérone, selon l'équipe à l'origine de la découverte.

## Espèces
Le genre Antenichus comprend plusieurs espèces :
- Antechinus adustus antechine roux
- Antechinus bellus
- Antechinus flavipes photo
- Antechinus godmani
- Antechinus leo - antechine cannelle
- Antechinus melanurus ou Antechinus wilhelmina - Petite Gerboise marsupiale[3]
- Antechinus minimus photo
- Antechinus naso
- Antechinus stuartii antechine brun photo
- Antechinus swainsonii antechine sombre photo